# 東德站
東德站（韓語：동덕역）是朝鮮民主主義人民共和國咸鏡南道端川市的一個鐵路車站，属于金溝線。

## 邻近车站
金溝線
廣泉站 - 東德站 - 東巖站